# PI-215
PI 215 é uma rodovia brasileira do estado do Piauí que dà acesso a cidade de Coivaras, passando por mais duas cidades e no treco entre Campo Maior a Coivaras cruza a Serra Santo Antonio.
Em 2018, iniciaram-se obras de terraplenagem e asfaltamento da rodovia, porém estas obras acabaram paralisadas algum tempo depois, mesmo com a empresa responsável licitada.

## Cruzamentos ferroviários

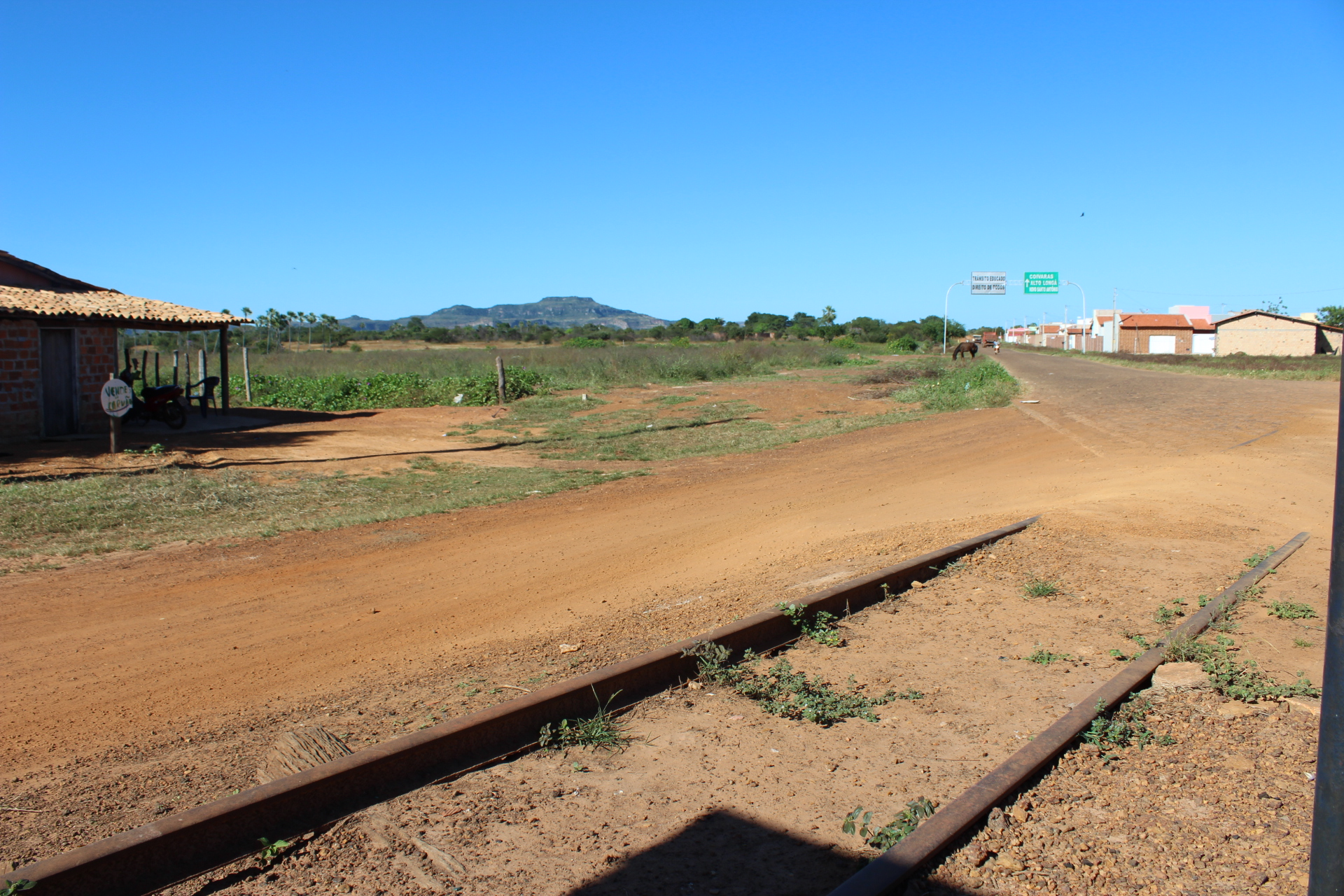
Cruzamento com a Estrada de Ferro Central do Piauí na saída de Campo Maior rumo Coivaras.

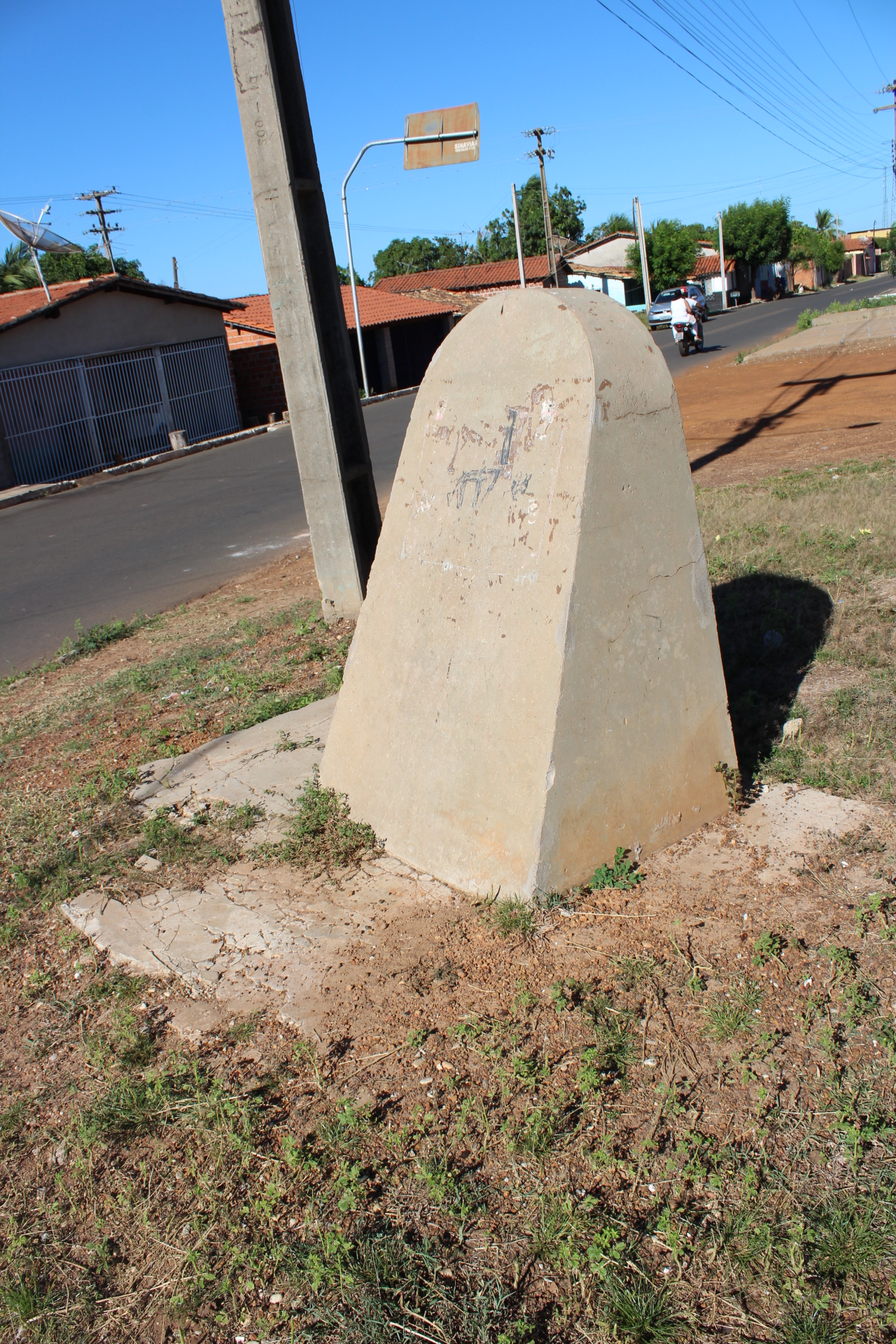
Marco do DNOCS em Campo Maior de quando foi feito o aterramento, ponteamento, alargamento e empiçarramento da rodovia em 1958.

Cruza com duas ferrovias, a Estrada de Ferro Central do Piauí e a Ferrovia Teresina-Fortaleza.

## Cidades em que a rodovia passa
- Campo Maior
- Coivaras
- Alto Longá

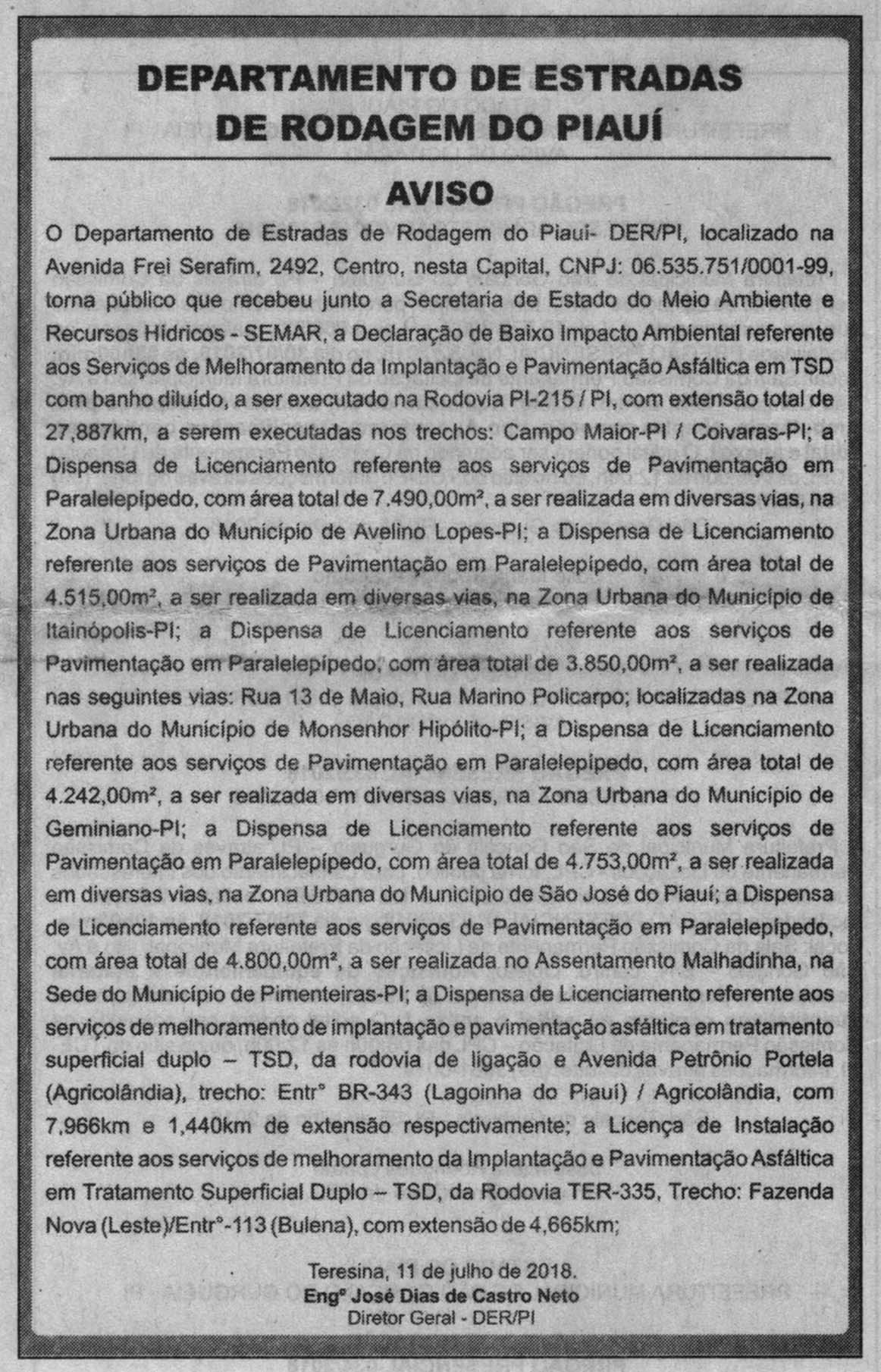
Documento de licenciamento ambiental da obra de asfaltagem em 2018.
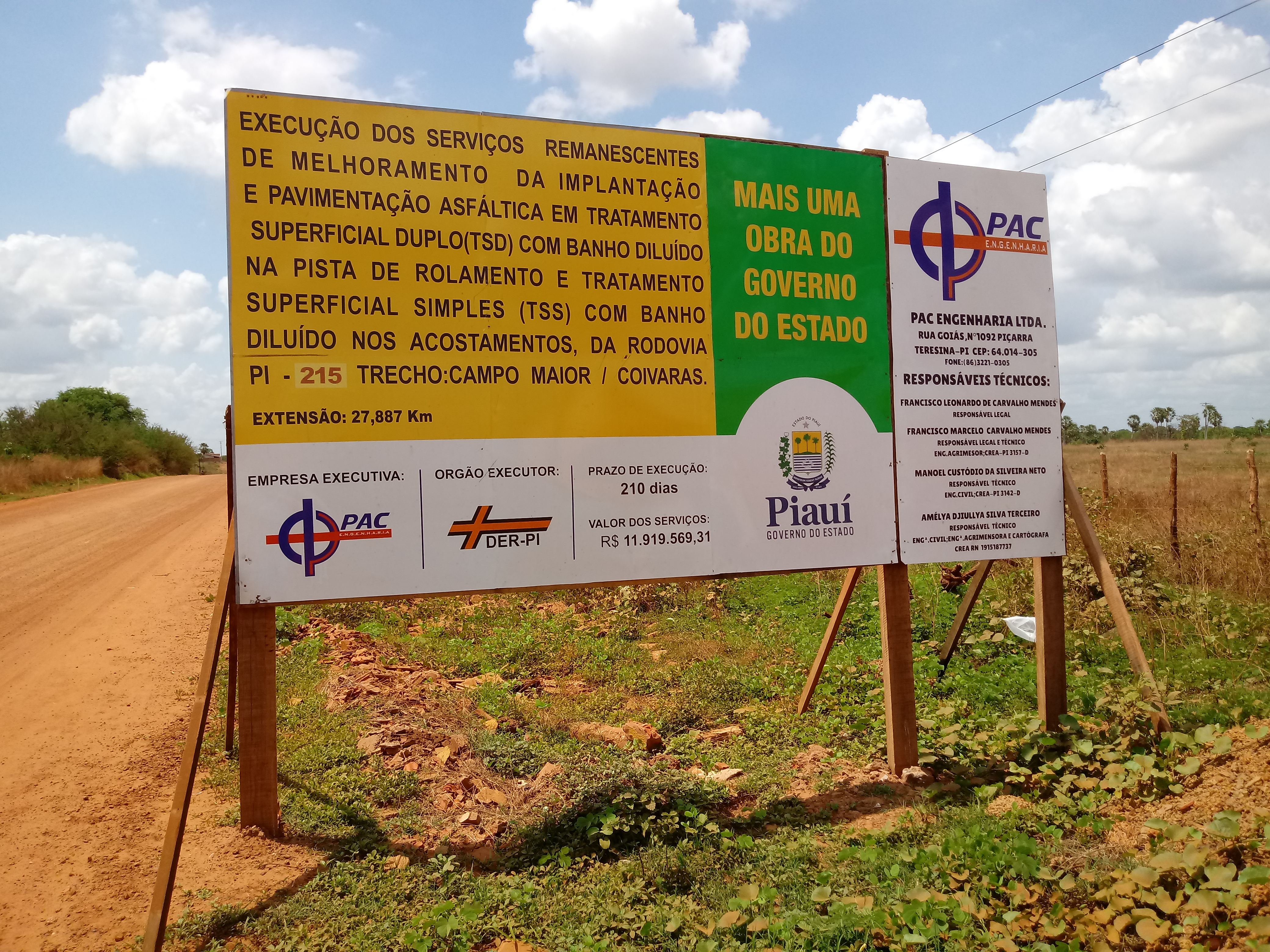
Placa do DER-PI com detalhes técnicos e administrativos da obra para asfaltagem da rodovia em 2020.